# Российская поп-музыка
Российская поп-музыка — собирательное название популярной музыкальной продукции российской и русскоязычной эстрады из стран СНГ, Прибалтики, а также дальнего зарубежья, в которой песни исполняются в первую очередь на русском языке, языках стран СНГ, а также (реже) на других языках мира.

## История и предпосылки формирования
Жанр поп-музыки, распространённой в современной России и странах СНГ начали своё развитие ещё во времена бывшего СССР и несколько отличались от сходных направлений как на Западе, так и на Востоке. Безусловное влияние оказала русская народная музыка. От американской поп-музыки советская отличалась большей лиричностью, отказом от ярких сексуальных подтекстов песни, наличием табу на употребление мата, цензурой, большей яркостью и выразительностью текста, что отчасти было связано с в основном некоммерческой формой данного вида музыки в СССР и меньшим использованием (а зачастую и отсутствием) передовой музыкальной техники в стране по той же причине. Определённые жанры музыки в СССР были под запретом или строгим контролем (панк-рок, джаз) из-за опасений политической пропаганды, другие не сложились вообще в силу отсутствия культурных и этнических предпосылок, а потому они не оказывали влияния на советскую поп-музыку, в отличие, скажем, от США и Британии. В результате советская поп-музыка оказалась ближе к традиционной поп-музыке, распространённой в романских странах — Италии, Франции. В целом, однако, общий стиль и формат песен, а также характерные мелодии носили традиционный западноевропейский характер и отличались от так называемой восточной музыки.

## Русскоязычный музыкальный рынок
Рынок русскоязычной популярной музыки начал развиваться вместе с увеличением влияния СССР на мировой арене. Помимо 300 миллионов советских граждан, проживавших на 13 % площади мира в 1990 году, советская поп-музыка получила некоторое распространение в странах бывшего Варшавского договора, особенно в славянских регионах (Польша, Чехия, Словакия, бывшая Югославия и Болгария, но также в Венгрии, Китае, на Кубе). Безусловным центром создания русскоязычной поп-музыки тех времён стала Москва и, в меньшей степени, Ленинград. После распада СССР, Россия продолжает оставаться главным производителем и потребителем мировой русскоязычной музыки, спрос на которую по-прежнему высок в некоторых новых независимых государствах, особенно на Украине и в Белоруссии. К достаточно значимым региональным центрам современной русскоязычной поп-музыки относятся, помимо Москвы, Санкт-Петербург и отчасти Киев (Украина), который также ориентирован на русскоязычный рынок. Распад СССР и падение железного занавеса, массовая эмиграция начала 90-х, привели к формированию крупных русскоязычных диаспор в ЕС, Канаде, США, Австралии и других регионах, где местное население получило возможность ознакомиться с русскоязычной музыкой разных жанров посредством Интернета, спутникового телевидения, различных носителей, музыки в ночных клубах и т. д.

## Хронология

### 1960-е годы
В 1960-е годы русскоязычная поп-музыка была представлена такими исполнителями как Эдита Пьеха, Валерий Ободзинский, Муслим Магомаев, Гелена Великанова, Лариса Мондрус, Тамара Миансарова, Нина Дорда, Майя Кристалинская, Аида Ведищева, Вадим Мулерман, Мария Пахоменко, Ирина Бржевская, Ольга Вардашева, а также ансамблями, организованными в Ленинграде в 1966 году (Поющие гитары) и в Москве в 1968 году (Весёлые ребята).

### 1970-е годы
В 1970-е годы начали свою карьеру, а затем получили всесоюзную известность София Ротару, Алла Пугачёва, Валерий Леонтьев, «Машина времени», «Цветы». Одновременно в этот период на российскую поп-музыку начинают оказывать влияние разные западные жанры (джаз, рок и т. д.). Кроме СССР популярная советская музыка приобретает популярность в странах Восточной и Северной Европы. В это же время в СССР появился первый национальный хит-парад «Звуковая дорожка».

### 1980-е годы
В начале 1980-х годов русскоязычная музыка советского периода переживает особый внутренний подъём. Многие музыкальные композиции, такие как «Лаванда» (София Ротару), «Миллион алых роз» (Алла Пугачёва), «Трава у дома» (группа «Земляне»), созданные в этот период, станут затем почти хрестоматийными классическими образцами. Получили известность: Лайма Вайкуле, Наталья Ветлицкая, Жанна Агузарова, Лариса Долина, Ирина Аллегрова, Игорь Тальков, Александр Серов, Ирина Понаровская, Александр Малинин, Игорь Николаев, Филипп Киркоров и другие.
Влияние на новый этап в развитии поп-музыки в конце 1980-х оказали группы «Ласковый май» и «Мираж» (евродиско, hi-energy). Успехом пользовались пародийные кавер-версии зарубежной эстрады Сергея Минаева. Несмотря на расцвет и популярность, советская музыкальная продукция, в отличие от Европы и США, оперирует в значительной степени в отрыве от рынка, то есть в условиях слабой коммерциализации, отсутствия развитой крупнобюджетной рекламы и т. д., что, однако, положительно сказалось на некоторых её субъективных характеристиках (душевность, близость народу, большая лиричность и т. д.). При этом внутри эстрады существовали элементы конкуренции, в основном на личном уровне.

### 1990-е годы
В начале 90-х годов, когда страна переживала острый экономический и политический кризис, это также отразилось на уровне русскоязычной музыкальной продукции и поп-культуры. Многие известные имена популярной музыки появились именно тогда: Лада Дэнс, Сергей Пенкин, Валерий Меладзе, Наташа Королёва, Андрей Губин, Татьяна Буланова, Леонид Агутин, Григорий Лепс, Олег Газманов, Мурат Насыров, Дмитрий Маликов, Владимир Пресняков, Анжелика Варум, Кристина Орбакайте, Влад Сташевский, На-На, A'Studio, Блестящие, Нэнси, Иванушки International, Руки Вверх! и другие. Также в этот период у российской аудитории имели огромную популярность рок-группы, среди которых: «ДДТ», «Кино», «Сектор Газа», «Алиса», «Ария» и исполнители шансона: Любовь Успенская, Сергей Коржуков и группа «Лесоповал», Михаил Круг, Сергей Наговицын, Михаил Шуфутинский, Александр Розенбаум и другие. В стране активно начало развиваться хип-хоп направление, свои первые шаги в этом жанре сделали такие коллективы как «Bad Balance», «Мальчишник», «Кар-Мэн».

### 2000-е годы
Конец 1990-х и начало 2000-х годов ознаменовались значительным усилением мировой, в первую очередь американской музыки, в сферах традиционного господства российской музыкальной эстрады. В конце 2000-х российский рынок поп-музыки вступил в очередной переходный период. В связи с серьёзным падением продаж в форме физических носителей (что характерно и для общемировой индустрии), происходит переквалификация лейблов на продажу музыки через Интернет — в основном так называемых цифровых синглов. Если в 1990-е годы и до середины 2000-х годов ещё сохранялись неплохие продажи альбомов, и в среднем самые топовые альбомы расходились тиражом в 1,5 миллиона копий по России (среди таких альбомов можно выделить альбомы: Глюк’ozы — «Глюк’оZa Nostra», Линды — «Ворона», «Руки Вверх!» — «Сделай громче», ДеЦла — «Кто ты?», Земфиры — «Прости меня моя любовь», t.A.T.u. — «200 по встречной», ВИА Гра — «Попытка № 5» и «Биология», Валерии — «Страна любви»,  МакSим — «Трудный возраст» и «Мой рай»), то к 2009 году продажи альбомов значительно упали (самые топовые релизы 2009 года: альбом певицы МакSим — «Одиночка», тираж которого 50 000 копий, альбом группы «Ранетки» — «Пришло наше время», распродавшийся тиражом в 100 тысяч копий и альбом Григория Лепса — «Водопад», разошедшийся тиражом чуть более 50 тысяч копий). С другой стороны значительно выросли продажи цифрового контента (цифровых синглов, рингтонов, рингбэктонов и т. д.). Например два сингла МакSим, «Знаешь ли ты» и «Мой рай», разошлись тиражом более 1,2 миллиона копий, сингл «Где ты?» группы «Инфинити» — тиражом более миллиона копий. Однако основной проблемой рынка остаётся высокий уровень пиратства (в сфере физических носителей — около 70 %, в интернете — около 90 %).
В 2000-е годы некоторого международного успеха в странах Восточной Европы и Азии, в том числе в Китае достиг Витас; его альбом «Best» стал трижды платиновым в Китае; наиболее известные песни в его исполнении — «Опера № 2» и «Седьмой элемент».

### 2010-е годы
В 2010-е годы в России и странах СНГ стали популярными Нюша, Niletto, Zivert, Егор Крид, Ольга Бузова, Даня Милохин, украинские исполнители Светлана Лобода и Макс Барских, и другие. В 2018 году новый сингл Аллы Пугачёвой «Я летала» вошёл в Top-10 iTunes.

### 2020-е годы
После начала вторжения России в Украину с 2022 года российские власти осуществляют различные репрессии и преследования занявших антивоенную позицию артистов и исполнителей. Эмигрировавших из России музыкантов объявляют «иностранными агентами». Находящихся в России не допускают к выступлениям, составляются списки «запрещённых» исполнителей. Наиболее активную травлю российских артистов часто инициирует Екатерина Мизулина и её так называемая «Лига безопасного интернета».
В 2023 году шлягер Кати Лель «Мой мармеладный», выпущенный в России в 2004 году, стал вирусным в англоязычном TikTok и занял третье место в «Top-50 вирусных трендов» в Spotify.

## В международных чартахBillboard
| Дата          | Чарт | Исполнитель     |
| ------------- | --- | --------------- |
| 19 мая 1990   | Hot 100, Billboard 200                                                                                       | «Парк Горького» |
| 27 мая 2002   | Dance/Club Play Songs                                                                                        | «ППК»           |
| 15 марта 2003 | Hot 100, Billboard 200, Pop Songs, Dance/Club Play Songs, Latin Pop Songs, European Hot 100, European Albums | t.A.T.u.        |
| 28 мая 2011   | Uncharted, Next Big Sound                                                                                    | Neoclubber      |

## Конкурс Евровидение
В 2006 году исполнитель Дима Билан занял второе место на Евровидении, был номинирован на престижную награду «World Music Awards 2006» в Лондоне, получил пять наград «MTV Europe Music Awards», в 2009 году был номинирован как лучший европейский артист на MTV EMA в Берлине, где занял второе место, уступив только группе «Lordi». Дима Билан первый из россиян, кто был так близок к победе, выступал с концертами в Нью-Йорке и Лос Анджелесе, в 2009 году выпустил международный альбом «Believe», записанный в США на студии «Timbaland Production» в Филадельфии, Лос-Анджелесе, Майями. В 2007 году третье место досталось группе «Серебро».  В 2008 году Дима Билан повторно подал заявку на Евровидение, и пройдя национальный отбор, выступил в Белграде с песней «Believe». Набрав 272 балла, он победил на этом конкурсе, дав право России принять у себя Евровидение в 2009 году. В 2015 году Полина Гагарина заняла 2-е место на конкурсе Евровидение.  В 2016 году Сергей Лазарев занял 3-е место на конкурсе по итогам голосования жюри и 1-е место по итогам зрительского голосования.
В 2006 году на детском конкурсе Евровидение победили две русскоязычные сёстры-двойняшки Мария и Анастасия Толмачёвы.

## Фабрика звёзд
Начиная с 2000-х особую роль в пополнении рядов русскоязычных исполнителей играет «Фабрика звёзд» и иные проекты подобного рода («Голос», «Фактор А» и другие), распространённые и в других странах.

## Особенности
Одной из главных особенностей российской поп-индустрии является широкое распространение гастрольных, а также корпоративных концертов исполнителей по России и СНГ, что связано с огромными размерами страны, а также с тем, что из-за довольно распространённого пиратства прибыль от продажи компакт-дисков не достигает исполнителей (что роднит российскую поп-индустрию, например, с арабской поп-музыкой).
В различных регионах России есть локальные сообщества поп-музыкантов, исполняющих поп-музыку на языках народов России, таких как татарский, башкирский, чувашский и пр. О татароязычной поп-сцене см. статью «Татарская поп-музыка».